# ENTP

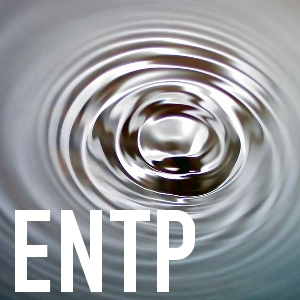
根据Myers-Briggs公司，ENTP被称为“有创业精神的勘探者”（enterprising explorer）。

ENTP，是迈尔斯-布里格斯性格分类法（MBTI）中十六种人格类型之一:30-31，缩写意为外向（英語：Extraversion）、直觉（英語：iNtuition）、思考（英語：Thinking）、感知（英語：Perceiving）:6，原型来自荣格类型学理论中“以直觉主导的外向型”（英語：Extraverts with dominant intuition），后来由迈尔斯和布里格斯完善为“以直觉主导、以思考辅助的外向型”（英語：Extraverts with dominant Intuition and auxiliary Thinking）:22-23。
在凯尔西气质分类法中，ENTP被称为“辯論家”（英語：Inventor），属于理性主义者的四种气质之一。
综合各方统计，ENTP类型约占人口的2-4%:202。

## 理论基础

### 迈尔斯-布里格斯性格分类法（MBTI）
《MBTI手冊》指出，該指標「旨在實施一種理論；因此必須理解理論才能理解MBTI」。MBTI強調天生差異的意義；其基本假設是，我們在理解自身經歷的方式上有着特定的偏好，這些偏好支撐着我們的興趣、需求、價值觀和動機。該理論的精髓是，人類的許多看似隨機變化的行為其實是相當有序而規律的，這是因為個體在「感知」和「判斷」的方式上存在根本差異。MBTI評量工具旨在幫助識別健康行為中的感知和判斷模式。
MBTI的理論基礎是瑞士精神科醫生卡爾·榮格（Carl Jung）在1921年提出的一項具影響力的理論——心理類型。榮格認為，人們使用實感、直覺、情感和思考四種主要的心理功能來體驗世界，而人在大多數時候由其中一種功能主導。綜上，榮格提出了兩對一分為二的認知功能的存在：
- 「理性」的判斷功能：思考和情感
- 「非理性」的感知功能：實感和直覺

榮格認為，對於每個人來說，每個功能都主要以內向或外向的形式表達。基於榮格的原始概念，布里格斯和邁爾斯開發了她們自己的心理類型理論，組成四個類別——外向/內向（E/I）、實感/直覺（S/N）、思考/情感（T/F）、判斷/感知（J/P）；根據MBTI的論述，每個人在每個類別中各有一個偏好的特質，形成16種獨特的類型。MBTI的16種類型由四個字母縮寫來指代，這些縮寫分別來自該類型4種偏好的英文名稱首字母，不過「Intuition」（直覺）除外，它使用縮寫「N」來將其與「Introverted」（內向）的「I」區分開來。
| MBTI的16種類型                                       |      |      |      |
| ISTJ                                                 | ISFJ | INFJ | INTJ |
| ISTP                                                 | ISFP | INFP | INTP |
| ESTP                                                 | ESFP | ENFP | ENTP |
| ESTJ                                                 | ESFJ | ENFJ | ENTJ |
| 這個類型指標由邁爾斯所創，以擴展榮格的心理類型理論。 |      |      |      |

### 凯尔西气质分类法
大衛·凱爾西（David Keirsey）在了解MBTI系統後開發了「凱爾西氣質分類法」，這四種「氣質」可追溯到古希臘的傳統。他將這些氣質映射到邁爾斯與布里格斯創建的SP、SJ、NF和NT分組，並為MBTI的16種人格類型逐個命名：
| SP組 （工匠）       | ESETIP創業者   | ISETIP手藝人 | ESEFIP表演者 | ISEFIP作詞人 |
| SJ組 （監護人）     | ESITEJ監督人   | ISITEJ調查員 | ESIFEJ供給者 | ISIFEJ保護者 |
| NF組 （理想主義者） | ENIFEJ教育家   | INIFEJ咨詢師 | ENEFIP捍衛者 | INEFIP治療師 |
| NT組 （理性主義者） | ENITEJ陸軍元帥 | INITEJ策劃人 | ENETIP發明家 | INETIP建築師 |

## 类型动力学

### 四个偏好
MBTI通過以下偏好將人們歸類：:5-7
- 能量態度（注意力方向與能量來源）：外向或內向（E/I）
- 感知功能（信息收集方式）：實感或直覺（S/N）
- 判斷功能（決策方式）：思考或情感（T/F）
- 生活態度（對待外在世界的方式）：判斷或感知（J/P）

四個字母的組合遵循E/I、S/N、T/F、J/P的順序，由此產生了16種可能的字母組合，如ESTJ、ISFP、INFJ、ENTP等16種獨特的類型:29。在MBTI的理論中，「類型」表達的信息量不只是「4個偏好」，它代表了功能（S、N、T、F）、能量態度（E、I）以及對外界的態度（J、P）之間的一組複雜的動態關係:29。根據MBTI的論述，每組二分法的兩個「偏好」類似左撇子與右撇子，人們確實會使用雙手，但通常會用喜歡的那隻手伸手，因為那樣更自然:117。更重要的是，所有偏好和類型都同樣有價值，MBTI並不顯示一個人的能力。每種人格類型都有它自己的潛在優勢，和提供機遇能讓這優勢成長的領域:52
- E——外向态度相对于内向态度（I）。偏好外向态度的人喜欢通过积极参与许多不同的活动来获取能量。他们置身人群时感到兴奋，并乐于激励他人。他们喜欢付诸行动以实现某些事情。他们通常对这个世界有归属感。当他们可以大声谈论一个问题并听取别人的意见时，通常会更好地理解它[25]。

- N——直觉功能相对于实感功能（S）。偏好直觉功能的人对外来信息的关注点侧重于印象、含义和规律。他们偏好的学习方式是思考问题，而非动手实践。他们对新事物和可能性感兴趣，因此他们更多地思考未来，而非过去。他们喜欢研究象征性事物和抽象理论，即使未知如何将其应用出来。他们对事件的记忆更多是整体印象，而不是真实发生的事实或细节[26]。

- T——思考功能相对于情感功能（F）。偏好思考功能的人倾向于通过基本真理和原则来做决定，不管实际情况如何。他们喜欢分析优缺点，并希望做出前后一致且合乎逻辑的决策。他们试图不带有任何感情，不受自己或他人的意愿影响[27]。

- P——感知态度相对于判断态度（J）。偏好感知态度的人在他们的外在生活中使用其感知功能——实感（S）或直觉（N）。他们似乎更喜欢灵活和随性的生活方式，倾向理解和适应这个世界，而不是组织它。在其他人眼中，他们对新的经验和信息保持开放态度[28]。

### 认知功能

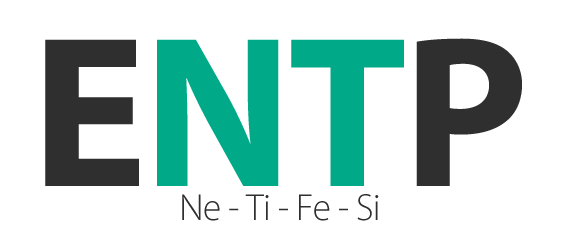
ENTP类型的功能层级

根据类型动力学，MBTI四组偏好中4种功能（S、N、T、F）通过不同态度（E、I、J、P）进行组合和互动，最终形成“功能叠列”（英語：function stack），即完整的人格类型。在功能叠列中，4个功能根据它们的“意识”强度进行降序排列，依次为“主导”（英語：dominant）、“辅助”（英語：auxiliary）、“第三”（英語：tertiary）及“劣势”（英語：inferior）功能，即第一至第四功能。主导功能是人格类型的核心优势，辅助功能则相当于副驾驶，而第三与劣势功能的意识和发育都较少。
随着类型发育（英語：type development）的终身过程，个体将逐步获得对两个感知功能（S/N）及两个判断功能（T/F）的更大控制和熟练度。一般情况下，主导功能在7岁以前开始发育，辅助功能则在20岁以前开始发育，第三功能和劣势功能则分别出现于中年时期或更晚。
根据类型动力学，ENTP类型的主导、辅助、第三及劣势功能（即第一至第四功能）分别为外向直觉（Ne）、内向思考（Ti）、外向情感（Fe）及内向实感（Si）。

#### 主导功能：外向直觉（Ne）
外向直觉（简称Ne）是偏好直觉和感知类型（xNxP）的主导或辅助功能。根据《MBTI手册》第三版，Ne的定义如下：
| 将能量向外引导，以纵览新的想法、有趣的模式和未来的可能性:23。 |

根据德伦特博士（Dr. A.J. Drenth）的论述，Ne功能是发散形式的直觉，擅于生成大量想法、关联和可能性，这种发散性思维使NP类型在多个创造力指标的表现均优于其他类型。学者将Ne功能描述为“构思”，这种概念可能性的生成模式与艺术创作过程的早期阶段类似。
对于ENTP型的人而言，主导功能Ne可能使他们的表达过于跳跃，有失连贯；不过，这种对想法的探索，是他们追寻真理并展现智慧的过程中必要的一部分。ENTP类型用Ne收集的信息不仅是那些显而易见的感官资讯，而是事物背后隐藏的规律、可能性和潜力。Ne有助ENTP的思想开放，避免武断的决定，也使他们重视个人自由和自主权。

#### 辅助功能：内向思考（Ti）
内向思考（简称Ti）是偏好思考和感知类型（xxTP）的主导或辅助功能。根据《MBTI手册》第三版，Ti的定义如下：
| 通过深度思考并建立一套用于理解的逻辑系统，以追求内部思维的准确性和秩序:23。 |

根据德伦特博士（Dr. A.J. Drenth）的论述，逻辑推理是Ti使用者的天性，包含空间推理和运算推理。其次，逻辑思考是TP类型的第二天性，使他们能够独立地通过逻辑难题来推理，因此许多TP型（尤其是ITP型）的人是典型的“单干”型。综上，Ti功能被描述为“推理”。
对于ENTP型的人而言，辅助功能Ti为他们的内在世界带来结构和秩序，他们在思考问题时使用逻辑来追根溯源，与INTP一样，他们容易找出逻辑上的漏洞和矛盾。与INTP不同的是，ENTP通常优先对外界保持开放的感知模式（Ne），然后再使用Ti进行分析和判断，使他们比INTP更可能玩世不恭。Ti涉及逻辑判断而非道德判断，故ENTP更追求合理而非合情。

#### 第三功能：外向情感（Fe）
外向情感（简称Fe）是偏好情感和判断类型（xxFJ）的主导或辅助功能。根据《MBTI手册》第三版，Fe的定义如下：
| 通过组织和构建环境来满足人们的需求与自己的价值观，以追求和谐:23。 |

根据德伦特博士（Dr. A.J. Drenth）的论述，Fe使用者更快地向他人寻求情感支持，因此谈论情感问题可以疗愈FJ型的人。Fe将社会规范置于自身感受之前，以确保自己融入社会环境，有助建立社会凝聚力。Fe功能擅长识别和镜射他人的情绪，又能留意并满足他人的需求，有助FJ型的人建立融洽的人际关系。学者将Fe功能描述为“联系”。
对于ENTP型的人而言，其Fe是第三功能，使他们对人际关系不太敏感，但他们仍会尝试对外营造良好的气氛。和其他感知型（P）的人一样，ENTP较可能习惯性地顺从他人的意愿，因为他们不太喜欢对外表达（Fe），而是留在内部（Ti），他们内心反感那些试图控制其思想的人。相较于IxxP型，ENTP更有自我主张，但其Fe的不成熟可能造成人际关系上的问题。

#### 劣势功能：内向实感（Si）
内向实感（简称Si）是偏好实感和判断类型（xSxJ）的主导或辅助功能。根据《MBTI手册》第三版，Si的定义如下：
| 向内引导能量，并存储外部现实和内部思想经验的事实与细节:23。 |

根据德伦特博士（Dr. A.J. Drenth）的论述，Si相信它所知道的——从过去的经验中回忆起的东西，包括记忆、传统、从属关系、既定常规等方面。与其尝试新事物，Si更喜欢安全感，坚持既有的思想和行为模式，故SJ类型的人偏好熟悉的环境。此外，他们喜欢稳定性和可预测性，使他们在生活中表现得忠诚而可靠。
对于ENTP型的人而言，Ne可能使他们忽视日常细节，但当他们专注于创作时，劣势功能Si可能使其转趋完美主义和吹毛求疵。他们容易忽视对于身体内部的感知，在过度补偿时可能导致身心疾病。Si使ENTP对历史细节感兴趣，可利用Ne来探索历史的意义并推测未来。不成熟的ENTP会在遵循童年传统抑或是重塑自我认知之间感到挣扎。

#### 阴影功能
后来的人格类型研究者（特别是琳达·V·贝伦斯）在这个降序排列中添加了四个附加功能。这些功能被称为阴影（英語：Shadow）功能，因为一个人并不自然地倾向于它们，但在压力之下它们也会浮现。对ENTP来说，这些阴影功能是（按次序）：
| 将能量引导向内，专注于潜意识图像、关联和规律，以此形成内在视野及洞察力:23。 |

| 通过运用明晰度、目标导向和果断行动，寻求对外部环境的逻辑秩序:23。 |

| 通过对自己和他人的内在价值观及外在行为的敏感度，寻求颇具意义且复杂的内在和谐:23。 |

| 将能量向外引导，并通过专注于当下积累的详细而准确的感官数据，来获取信息:23。 |

## 特征
根据《MBTI手册》，以下是偏好ENTP类型的人可能有的天赋、特质、外在评价和潜在的成长空间:64,77-79。
《MBTI手册》对ENTP类型的简述如下:64：
聪敏、灵巧、机警，能激发灵感，喜欢直来直往。足智多谋地化解那些新颖而困难的挑战。善于提出各种可能的概念，并对这些概念进行战略性分析。善于察言观色。对例行公事感到厌倦，做事时不爱循规蹈矩，容易改变兴趣。

### 天赋
偏好ENTP类型的人持续地探寻环境中的机遇和可能性。他们能看到那些他人不易察觉的规律和关联性，有时似乎还能洞见未来的趋势。他们善于提出概念上的可能性（英語：conceptual possibilities），并辅以策略对其进行分析:77。
ENTP类型的人善于理解体系的运作方式，他们富有创新精神、足智多谋，以此在体系中实现自己的目标:77。

### 特质
属于ENTP类型的人是热情洋溢的革新能手（英語：innovators）。他们的世界充满了各种可能性、有趣的概念和令人兴奋的挑战。困境能刺激他们心血来潮，迅速构想出具有创意的对策，并纵身投入活动中去，深信自己的应变能力。他们主要在外部世界使用他们的直觉偏好，乐于把自己的才智发扬光大:77。ENTP型的人可能是：
- 有创意、富想象力而聪颖的
- 喜欢理论、概念且好奇心强的[2]:77

ENTP型的人主要在内部世界使用他们的思考偏好，来分析外界情况和内心的想法，并制定计划。他们崇尚才干、智慧、精确度和效率:77。ENTP型的人通常是：
- 喜欢分析、讲求逻辑、理性且客观的
- 有主见、喜欢提问的[2]:77

ENTP类型的人具有进取心，足智多谋，积极主动，精力充沛。他们创造出复杂而全面的解决方案，来应对艰巨的挑战。他们通常善于“读懂”他人的心思，明白如何激励他人，并发挥领导力。他们几乎可以尝试一切能引发他们兴趣的事情:77。

### 外在评价
ENTP类型的人随遇而安，适应性强。在工作中，他们尽可能避开那些时间表和标准作业程序，因为那对他们来说是一种束缚。他们对其他人的心态有着非凡的洞察力，他们的热情和活力可以动员人们支持他们的愿景:77。
他们的言语风格通常带有挑战性和刺激性，因为他们乐于辩论各种观点。他们拥有三寸不烂之舌和敏捷的思维，喜欢口舌之争。但是，当他们表达自己的根本思维原则时，其言辞会变得强硬而鲁莽，似乎是在挑衅他人:77。其他人通常认为ENTP型的人是：
- 独立、自主、有创新精神的
- 活泼、热情、精力充沛的
- 坚定而自信、直言不讳的[2]:77

### 潜在的成长空间
有时候，生活环境并不支持ENTP类型的人发展和表现他们的思考（T）和直觉（N）偏好:77。
- 如果ENTP类型没有开发其思考功能，他们可能缺乏可靠的方法来分析他们的洞察，亦无法制定计划来付诸实践。结果，他们的三分钟热度几乎无法实现任何事情[2]:77-78。
- 如果ENTP类型没有开发其直觉功能，他们可能无法在相关领域接收足够的资讯，由此产生的“洞察力”可能会脱离实际[2]:78。

如果ENTP找不到一个可以发挥其天赋并赞赏其贡献的地方，他们通常会感到沮丧:78，并可能会：
- 变得傲慢、粗鲁、尖酸刻薄
- 批评他人，尤其是那些在他们看来效率或能力不足的人
- 变得叛逆，喜欢抬杠
- 变得散漫，无法集中注意力[2]:78

ENTP类型对他们不偏好的实感（S）和情感（F）功能的关注较少，这本来是正常的:78。然而，如果他们过于忽视这些部分，他们可能会：
- 未有注意到实施其洞察所需的细节和日常工作
- 未能重视自己的想法和计划对他人的影响
- 过分而不当地具有“挑衅性和刺激性”[2]:78-79

在庞大的压力下，ENTP可能会被细节所困，无法提出其他可能性。结果，他们会变得吹毛求疵，认为微不足道的细节也是极其重要的:79。

## 统计学

### 人口分布
根据心理类型应用中心（Center for Applications of Psychological Type）按美国人口类型分布的推算数据显示，ENTP类型约占人口2-5%；性别分布方面，ENTP在女性人口大约占2-4%，在男性人口则约占3-7%。
不过，根据大卫·凯尔西的著作《请理解我II》（英語：Please Understand Me II）所指，ENTP所对应的气质“发明家”（英語：Inventor）只占人口约2%:202。

### ENTP之最
根据《MBTI手册》第三版的研究结果，ENTP类型在美国统计中显示出以下特殊趋势:80：
- 各项应对策略（英語：coping resources）的平均水平最高（与ENFP类型并列）
- 在慢性疼痛患者中，对二次损伤的恐惧最低
- 与“儿童”、“亲密关系”和“健康”有关的压力最低；对于“直面问题”的应对压力最高
- 在“曾罹患心脏病或高血压”指标中水平最低
- 大学酒精政策违规者中最常见的两种类型之一
- 理想工作的最重要特征是创造性（英語：creativity）和独创性（英語：originality）
- 对现有工作最不满意的类型之一；收入水平最高的类型之一

### 注脚
1. ↑  . share.themyersbriggs.com. The Myers-Briggs Company.   [2023-06-04].
2. 1 2 3 4 5 6 7 8 9 10 11 12 13 14 15 16 17 18 19 20 21 22 23 24 25 26 27 28 29 30 31 32 33 34 35 36  Myers, Isabel; McCaulley, Mary; Quenk, Naomi; Hammer, Allen.  3rd. Consulting Psychologists Press. 1998. ISBN 978-0-89106-130-4.
3. ↑  .   [2023-07-24]. （原始内容存档于2009-05-13）.
4. 1 2  . Keirsey Temperament Assessment.   [2023-07-24]. （原始内容存档于2023-07-24） （英语）.
5. 1 2 3  Keirsey, David.  1st. Prometheus Nemesis Book Co. May 1, 1998 [1978]. ISBN 1-885705-02-6.
6. 1 2  .   [2011-02-02]. （原始内容存档于2017-09-11）.
7. ↑  雪力（夏瑄澧）.  初版. 三采文化股份有限公司. 2023-03-31  [2023-07-26]. ISBN 978-626-358-056-5. （原始内容存档于2023-09-29） （中文（臺灣））.
8. ↑  . TED-Ed.   [2023-07-26]. （原始内容存档于2023-09-29） （英语）.
9. ↑  Myers et al. 1998，第1頁.
10. ↑  Psychological Testing: Principles, Applications, and Issues (2009), p. 502.
11. 1 2  . www.myersbriggs.org. Myers & Briggs Foundation.   [2023-08-22]. （原始内容存档于2023-08-04） （英语）.
12. ↑  Jung, Carl Gustav. . . Princeton University Press. 1971. ISBN 978-0-691-09770-1.
13. ↑  Berens, Linda V.; Nardi, Dario. . . Telos Publications. 2004: 3  [2023-05-25]. ISBN 978-0-9664624-2-5 （英语）. According to Jung, the goal is not to use all the functions equally well but to have one that is dominant or trusted and developed most.
14. ↑  Huber, Kaufmann & Steinmann 2017，第34頁.
15. 1 2  Myers et al. 1998，第6-7頁.
16. ↑  Myers & Myers 1995，第17頁.
17. ↑  Myers et al. 1998，第29頁.
18. ↑  . www.myersbriggs.org. Myers & Briggs Foundation.   [2023-08-06]. （原始内容存档于2023-08-07）.
19. ↑  Myers et al. 1998，第23頁.
20. 1 2  . www.myersbriggs.org. The Myers & Briggs Foundation.   [2023-05-23]. （原始内容存档于2023-06-03）.
21. ↑  . www.myersbriggs.org. Myers & Briggs Foundation.   [2023-08-06]. （原始内容存档于2023-08-04） （英语）.
22. ↑  Keirsey, David.  1st. Prometheus Nemesis Book Co. May 1, 1998 [1978]. ISBN 1-885705-02-6.
23. ↑  . The Myers & Briggs Foundation.   [2023-06-02].
24. ↑  Myers, Isabel Briggs; Mary H. McCaulley.  2nd. Palo Alto, CA: Consulting Psychologist Press. 1985. ISBN 0-89106-027-8 （英语）.
25. ↑  . www.myersbriggs.org. The Myers & Briggs Foundation.   [2023-06-04]. （原始内容存档于2021-05-10）.
26. ↑  . www.myersbriggs.org. The Myers & Briggs Foundation.   [2023-06-04]. （原始内容存档于2021-05-10）.
27. ↑  . www.myersbriggs.org. The Myers & Briggs Foundation.   [2023-06-04]. （原始内容存档于2023-05-20）.
28. ↑  . www.myersbriggs.org. The Myers & Briggs Foundation.   [2023-06-04]. （原始内容存档于2023-04-11）.
29. 1 2 3  Dr. A.J. Drenth. . Personality Junkie.   [2023-06-11]. （原始内容存档于2023-03-26）.
30. 1 2  . www.myersbriggs.org. The Myers & Briggs Foundation.   [2023-06-11]. （原始内容存档于2023-05-14）.
31. ↑  . www.myersbriggs.org. The Myers & Briggs Foundation.   [2023-06-11]. （原始内容存档于2023-05-17）.
32. 1 2 3 4 5  . Personality Junkie.   [2023-07-28].
33. 1 2 3 4 5 6 7 8 9 10 11 12 13 14 15 16 17  . Personality Junkie.   [2023-06-07].
34. ↑  .   [2011-02-02]. （原始内容存档于2011-02-08）.
35. ↑  . www.cognitiveprocesses.com. CognitiveProcesses.   [2023-06-09]. （原始内容存档于2023-03-29） （英语）.
36. ↑  .   [2023-08-06]. （原始内容存档于2023-10-31）.